# Pennin Manathai Thottu
Cette page contient des caractères d'alphasyllabaires indiens. En cas de problème, consultez Aide:Unicode.
Pour plus de détails, voir Fiche technique et Distribution.
Pennin Manathai Thottu (பெண்ணின் மனதை தொட்டு, littéralement « Toucher le cœur de la femme ») est un film indien réalisé en 2000 par S. Ezhil.

## Fiche technique
- Titre original : பெண்ணின் மனதை தொட்டு (Pennin Manathai Thottu)
- Réalisateur : S. Ezhil
- Musique : S. A. Rajkumar
- Photographie : Manikandan
- Production : M. Kajamaideen
- Langue : tamoul
- Pays d’origine : Inde
- Date de sortie :
  -  Inde : 7 juillet 2000
- Format : Couleurs

## Distribution
- Prabhu Deva Sundaram
- Jaya Seal
- Sarath Kumar
- Aishwarya
- Kaveri

## Autour du film
Ce film contient la chanson Kalluri Vaanil sur laquelle danse Prabhu Deva Sundaram. Cette chanson est devenue un clip connu par la suite sur Internet en tant que vidéo virale, jusqu'à ce qu'il soit renommé Benny Lava sur le site YouTube par l'utilisateur Mike Sutton, dont le surnom est Buffalax. Le nouveau nom de la chanson vient de la déformation du refrain « Kalluri vaanil kaayndha nilaavo? » dont la retranscription en anglais sonne comme « My loony bun is fine, Benny Lava! ». Ce clip comportant des faux sous-titres anglais a été vu par plus de onze millions de personnes.[réf. nécessaire]
Une autre version de la vidéo modifiée a été créée au Brésil à partir de cette même chanson contenue dans le film. En portugais, le refrain tamoul « Kalluri vaanil kaayndha nilaavo? » ressemble à « Rivaldo, sai desse lago » (« Rivaldo, sors de ce lac »).